# Daniel Ngoyi Mulunda
Daniel Ngoy Mulunda-Nyanga, né le 1er novembre 1959 à Lubumbashi, est un pasteur protestant et homme politique kino-congolais. Il est le fondateur de l’ONG PAREC (Paix et Reconciliation). Il est nommé président de la Commission électorale indépendante (CENI), en février 2011. Il est Surintendant Général et Pasteur Titulaire à la Nouvelle Église Méthodiste (NEM).

## Biographie
Ngoy Mulunda est né le 1er novembre 1959 à Lubumbashi et est le fils de Numbi Kabange, un responsable laïc de l’Église méthodiste. Sa mère meurt lorsqu’il a trois ans, et son père se remarie avec Georgette Ilunga. Il grandit aux côtés de neuf frères et sœurs. Il est originaire du territoire de Malemba-Nkulu dans le district du Haut-Lomami, mais grandit surtout à Kalemie dans le district de Tanganyika.
Il fait des études en Théologie et obtient un master en éthique chrétienne et politique au Wesley Seminary de Washington, D.C.. Il obtient ensuite un second master en études de paix et résolution des conflits à l’université de Washington, sur recommandation de Mgr Desmond Tutu avec qui il a travaillé lorsqu’il occupe le poste de secrétaire à la Jeunesse de la Conférence des Églises de toute l’Afrique (CETA).
Il s’est marié à Scolastique Shimba Ndala Mulunda en 1982. Il a quatre enfants, Dévis Mulunda (né en 1983), Georgette [Mulunda] Ledgister (née en 1985), Twite-wa-Numbi Ndaly Mulunda (née en 1987), et Danyella Ngoy Mulunda-Nyanga (née en 1999).

## Critiques
Dans un rapport publié samedi 10 décembre 2011, la mission d’observation électorale du Centre Carter avait estimé que les résultats de l’élection présidentielle, annoncés la veille par la Ceni, manquaient de crédibilité.
Selon ces observateurs, la qualité et l’intégrité de la compilation des résultats ont varié « de la bonne application des procédures à des irrégularités graves ». Ce rapport relevait notamment que plus de 850 000 voix n’ont pas été comptées parce que les plis contenant les procès-verbaux et les bulletins de vote n’avaient pas été retrouvés.
Abondant dans le sens du Centre Carter, l’archevêque de Kinshasa, le cardinal Laurent Monsengwo avait déclaré, lundi 12 décembre 2011 à la presse, que les conclusions de l’observation de la Conférence épiscopale nationale du Congo (Cenco) « posent sérieusement la question de la crédibilité de l’élection présidentielle », affirmant qu’« il y a lieu de conclure qu’ils [les résultats]ne sont pas conformes à la vérité ni à la justice. »
Au cours d’un point de presse tenu à Kinshasa, le président de la Commission électorale nationale indépendante (Ceni), le pasteur Daniel Ngoy Mulunda a affirmé que « la déclaration du Centre Carter se base sur une observation faite sur un nombre limité des CLCR (Centres locaux de compilation des résultats). Pendant la compilation des résultats de l’élection présidentielle, la mission d’observation du Centre Carter n’a été présente que dans 25 CLCR. Nous avons aligné 169 CLCR et ils n’ont observé que 25 CLCR implantés je ne sais pas où. Pourtant nos CLCR sont dans tout le pays. »
Le 18 janvier 2021, Daniel Ngoy Mulunda, ancien président de la Commission électorale nationale indépendante, a été arrêté à Lubumbashi. Il est jugé depuis sont arrestation pour incitation à la haine tribale.